# Ralph Labrosse
Ralph Labrosse (* 4. August 1958) ist ein ehemaliger seychellischer Boxer.

## Sport
Labrosse trat bei den Olympischen Sommerspielen 1984 in Los Angeles an. Im Halbmittelgewicht kam er auf Rang 9.